# Euplectrus noctuidiphagus
Euplectrus noctuidiphagus is een vliesvleugelig insect uit de familie Eulophidae. De wetenschappelijke naam is voor het eerst geldig gepubliceerd in 1953 door Yasumatsu.